# Stadio Félix Capriles
Lo Stadio Félix Capriles è uno stadio calcistico di Cochabamba, in Bolivia, con una capacità massima di 32 000 persone.

## Storia
Nel 1923 fu autorizzata la cessione dei terreni edificabili di Cochabamba; pertanto, il governo di Bautista Saavedra decise di farvi costruire uno stadio. I lavori iniziarono nel 1938, grazie al politico Félix Capriles Sainz, personalità di spicco della città di Cochabamba. Nel 1944 vennero terminati e lo stadio fu inaugurato. Nel 1963 l'impianto fu scelto quale sede del Bolivia 1963, insieme all'Estadio Hernando Siles di La Paz. Durante la manifestazione ospitò dieci incontri, tra cui la partita di chiusura tra Bolivia e Brasile. Nel 1991 lo stadio fu ampliato, in vista dei Giochi Bolivariani del 1993: vennero costruiti gli spalti nelle due curve. Nel 1997 il Félix Capriles venne nuovamente selezionato per una competizione ufficiale: la Coppa America. La partita inaugurale tra Paraguay e Cile si tenne nello stadio di Cochabamba, che ospitò tutte le gare del gruppo A. L'ultimo incontro a essere disputato al Capriles fu il quarto di finale tra Messico ed Ecuador, vinto ai tiri di rigore dai centroamericani. L'impianto è stato sovente scelto come campo neutro per ospitare gli spareggi delle finali della Liga del Fútbol Profesional Boliviano, in quanto gran parte delle volte a giungere in finale erano squadre di La Paz e Santa Cruz de la Sierra.